# Круглое (Клинцовский район)
Круглое — поселок в Клинцовском районе Брянской области, в составе Великотопальского сельского поселения.

## География
Находится в западной части Брянской области на расстоянии приблизительно 19 км на юг-юго-восток по прямой от железнодорожного вокзала станции Клинцы.

## История
Известен с 1920-х годов. До Великой Отечественной войны преобладало белорусское население. В середине XX века работал колхоз «Красный маяк». На карте 1941 года отмечен как поселение с 24 дворами.

## Население
Численность населения: 110 человек (1926), 82 человек (2002), 68 человек (2010), 61 человек (2013).
Будет упразднен как фактически не существующий в связи с переселением всех жителей на постоянное место жительства в другие населённые пункты.